# Callithea praedives
Callithea praedives är en fjärilsart som beskrevs av Hans Ferdinand Emil Julius Stichel 1936. Callithea praedives ingår i släktet Callithea och familjen praktfjärilar. Inga underarter finns listade i Catalogue of Life.